# Helina basilewskyi
Helina basilewskyi är en tvåvingeart som beskrevs av Fritz Isidore van Emden 1956. Helina basilewskyi ingår i släktet Helina och familjen husflugor.
Artens utbredningsområde är Burundi. Inga underarter finns listade i Catalogue of Life.